# Котарбинский, Юзеф
Ю́зеф Котарби́нский (Йозеф Котарбинский; пол. Józef Kotarbiński; 27 ноября 1849 — 20 октября 1928) — польский писатель, актёр, литературный критик; брат художника Милоша Котарбинского и двоюродный брат художника Вильгельма Котарбинского.

## Биография
Работал директором Краковского театра. Как литературный критик, Котарбинский не имел определённого лица и скорее всего примыкал к школе Тэна. Из литературно-критических очерков Котарбинского наиболее крупные — об Элизе Ожешко, Асныке, Александре Свентоховском, Бельциковском, «Макбете», «Короле Лире», «Сне в летнюю ночь». Наиболее интересные его статьи: „Estetyczne i społeczne znaczenie teatru“» („Niwa“, 1873) и „Przyszłośé poezyi“ („Biblioteka Warszawska“, 1894). Издал книгу о Станиславе Выспянском „Pogrobowiec romantyzmu“ (1909).
С 1877 года исполнял роли в театре (дебютировал ролью в пьесе Юлиуша Словацкого «Мазепа»). Играл также в 4 фильмах.